# Sent Laurenç de Brageirac
Sent Laurenç dei Vinhas (en francès Saint-Laurent-des-Vignes) és un municipi francès situat al departament de la Dordonya i a la regió de la Nova Aquitània.

## Demografia
| 1962                                       | 1968 | 1975 | 1982 | 1990 | 1999 | 2007 |
| ------------------------------------------ | ---- | ---- | ---- | ---- | ---- | ---- |
| 528                                        | 525  | 531  | 603  | 709  | 732  | 729  |
| Des de 1962: població sense dobles comptes |      |      |      |      |      |      |

## Administració
| Període | Identitat    | Partit |
| ------- | ------------ | ------ |
| 1995-   | Gilbert Obre |        |